# (73862) Mochigasechugaku
(73862) Mochigasechugaku est un astéroïde de la ceinture principale.

## Description
(73862) Mochigasechugaku est un astéroïde de la ceinture principale. Il fut découvert le 15 décembre 1996 à Saji par l'observatoire de Saji. Il présente une orbite caractérisée par un demi-grand axe de 2,39 UA, une excentricité de 0,08 et une inclinaison de 7,3° par rapport à l'écliptique.

## Compléments